# Иодид олова(IV)
Иоди́д о́лова(IV) (тетраиоди́д о́лова, тетраиодстанна́н, четырёхио́дистое о́лово) — бинарное неорганическое соединение, соль металла олова и иодистоводородной кислоты с формулой SnI4. Может рассматриваться также как иодзамещённое производное станнана. При нормальных условиях — жёлтые кристаллы. Разлагается водой. По внешним признакам иодид олова(IV) можно спутать с дихроматами.

## Получение
- Взаимодействие паров иода с металлическим оловом:

{\displaystyle {\mathsf {Sn+2I_{2}\ {\xrightarrow {}}\ SnI_{4}}}}
- Действие иодида калия на тетрахлорид олова:

{\displaystyle {\mathsf {SnCl_{4}+4KI\ {\xrightarrow {}}\ SnI_{4}+4KCl}}}
- Окисление иодом дихлорида олова:

{\displaystyle {\mathsf {2SnCl_{2}+2I_{2}\ {\xrightarrow {}}\ SnI_{4}+SnCl_{4}}}}

## Физические свойства
Иодид олова(IV) образует жёлтые кристаллы кубической сингонии, пространственная группа P a3, параметры ячейки a = 1,225 нм, Z = 8.
Разлагается водой, растворяется в сероуглероде, хлороформе, этаноле, бензоле.
С аммиаком образует аддукты вида SnI4·nNH3, где n = 3, 4, 6, 8.

## Химические свойства
- Водой гидролизуется с образованием иодоводорода и гексагидроксооловянной кислоты:

{\displaystyle {\mathsf {SnI_{4}+6H_{2}O\ \rightleftarrows \ H_{2}[Sn(OH)_{6}]+4HI}}}
- Неустойчиво и постепенно обратимо разлагается в дииодид олова и элементный иод:

{\displaystyle {\mathsf {SnI_{4}\ \rightleftarrows \ SnI_{2}+I_{2}}}}
- С иодидами щелочных металлов образует гексаиодостаннаты:

{\displaystyle {\mathsf {SnI_{4}+2NaI\ \rightleftarrows \ Na_{2}[SnI_{6}]}}}